# Гартель, Вильгельм фон
Вильгельм Август фон Га́ртель (нем. Wilhelm August von Hartel; 28 мая 1839, Хоф — 14 января 1907, Вена) — австрийский филолог и политик.

## Биография
В 1859—1863 годах Гартель учился в Венском университете и в 1864 году защитил докторскую диссертацию. С 1869 года являлся экстраординарным, с 1872 года — ординарным профессором классической филологии Венского университета. В 1890—1891 годах занимал должность ректора Венского университета. С 1891 года Гартель работал на должности директора Венской придворной библиотеки. В том же 1891 году удостоился звания почётного гражданина родного города. В 1900—1905 годах Гартель занимал должность министра просвещения и образования Цислейтании. Занимался преобразованиями в области женского образования. Как министр, Гартель прослыл либеральным политиком, он поддерживал Венский сецессион и современное искусство. Тем не менее, Гартель подвергался критике со стороны венского публициста Карла Крауса как «реакционный филолог» и «могильщик университетов». В 1882 года Гартель был возведён в дворянское сословие. Похоронен на Хитцингском кладбище.
Как филолог, Гартель отличился критическими научными публикациями классических текстов. В 1901 году был принят почётным членом в Гёттингенскую академию наук. С 1893 года являлся членом-корреспондентом Прусской академии наук. В 1957 году Австрийская академия наук учредила Премию Вильгельма Гартеля за научные успехи в области философии и истории.

## Труды
- Homerische Studien (1871-74; 2. Auflage 1873)
- Demosthenische Studien (1877-78)
- Studien über attisches Staatsrecht und Urkundenwesen (1878)